# Cantón de Samatan
El cantón de Samatan era una división administrativa francesa, que estaba situada en el departamento de Gers y la región de Mediodía-Pirineos.

## Composición
El cantón estaba formado por quince comunas:
- Bézéril
- Cazaux-Savès
- Labastide-Savès
- Lahas
- Monblanc
- Nizas
- Noilhan
- Pébées
- Polastron
- Pompiac
- Saint-André
- Saint-Soulan
- Samatan
- Savignac-Mona
- Seysses-Savès

## Supresión del cantón de Samatan
En aplicación del Decreto nº 2014-254 de 26 de febrero de 2014, el cantón de Samatan fue suprimido el 22 de marzo de 2015 y sus 15 comunas pasaron a formar parte del nuevo cantón de Valle del Save.